# Рево (провінція Тренто)
Рево (італ. Revò) — муніципалітет в Італії, у регіоні Трентіно-Альто-Адідже,  провінція Тренто.
Рево розташоване на відстані близько 520 км на північ від Рима, 36 км на північ від Тренто.
Населення — 1241 особа (2014).

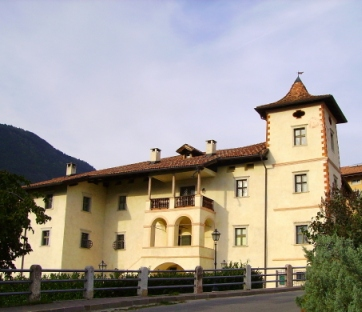

Щорічний фестиваль відбувається 26 грудня. Покровитель — святий Степан.

## Демографія
Населення за роками:

Станом на 31 грудня 2014 року в муніципалітеті офіційно проживали 122 іноземці з 14 країн, серед них 86 громадян країн Євросоюзу та 1 громадянин України.

## Сусідні муніципалітети
- Каньйо
- Клес
- Клоц
- Лауреньо
- Ромалло
- Румо
- Санцено